# Мбандака (аэропорт)
Международный аэропорт Мбандака (фр. Aéroport de Mbandaka) (ИАТА: MDK, ИКАО: FZEA) — аэропорт, обслуживающий порт Мбандака на реке Конго, провинция Экваториальная, на северо-западе Демократической Республики Конго. Взлетно-посадочная полоса находится в 4 км от юго-восточной части города.